# Dolina Jordanu

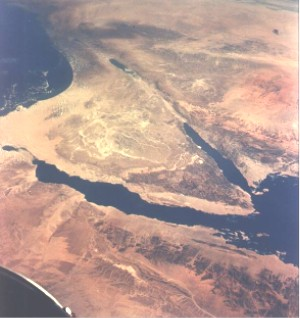
Widok na Dolinę Jordanu

Dolina Jordanu – dolina ryftowa, najbardziej na północ wysunięta część Rowu Abisyńskiego, który należy do Wielkich Rowów Afrykańskich u brzegów Morza Czerwonego i Zatoki Adeńskiej. Jest to rów tektoniczny, w którym płynie rzeka Jordan.
Najdalej na północ wysuniętym fragmentem rowu jest Dolina Bekaa w Libanie, oddzielająca Góry Libanu i Antylibanu. Następnie, na południu w Izraelu przebiega Doliną Hula, oddzielającą Górną Galileę od Wzgórz Golan. Dalej na południe rowem płynie rzeka Jordan, która z Doliny Hula wpada do Jeziora Tyberiadzkiego, a następnie kieruje się do Morza Martwego. Rów tektoniczny kieruje się dalej na południe do Zatoki Akaba i Morza Czerwonego. 
Ryft stanowi granicę pomiędzy płytą afrykańską a arabską. W dnie doliny ryftowej znajduje się lewoskrętny uskok transformacyjny.
Ryft Morza Martwego łączy się na południu z ryftem Morza Czerwonego, na północy ograniczony jest przez węzeł potrójny Mara, z którego odchodzi uskok wschodnioanatolijski.